# La Cravate (film, 1957)
Pour les articles homonymes, voir La Cravate.
Pour plus de détails, voir Fiche technique et Distribution.
La Cravate est un film français réalisé par Alejandro Jodorowsky, sorti en 1957.
C'est le premier court métrage où Alejandro Jodorowsky fait son apparition. Le film a été un temps perdu, puis retrouvé, par hasard, auprès d'un particulier et figure maintenant dans les bonus du coffret dvd L'Univers d'Alejandro Jodorowsky. Tous les décors sont faits en carton, ce qui lui donne une esthétique très théâtrale, théâtre dont est par ailleurs issu Alejandro Jodorowsky.

## Synopsis
Un jeune homme (interprété par Alejandro Jodorowsky) tente de séduire une femme (interprétée par Denise Brosseau) qui est attirée par son corps mais qui repousse son visage. Désespéré, le jeune homme passe devant un magasin où l'on change les têtes ; il décide donc de changer de tête.
La singularité du court métrage illustre bien l'originalité et l'imagination d'Alejandro Jodorowsky, que l'on retrouve plus encore dans ses films suivants.

## Fiche technique
- Titre : La Cravate
- Réalisation : Alejandro Jodorowsky, Saul Gilbert, Ruth Michelly, d'après une nouvelle de Thomas Mann
- Musique : Edgar Bichoff
- Format : Couleur - Muet - 1,33:1 - 35 mm - Son mono
- Durée : 20 minutes
- Date de sortie : 
  - France : 1er mai 1957

## Distribution
- Denise Brosseau
- Rolande Polya
- Alejandro Jodorowsky
- Saul Gilbert
- Avec le concours de Raymond Devos, Jean-Marie Proslier, Margot Loyola, Michel Orphelin, Jean Claude Sergent, Francois Parrot, Théo Lesoualc'h, Harriet Sohmers, Marcel Drotort, Marthe Mercure, D.R. Balmaceda, Pierre Tassier, Solange Morlaive et María Irene Fornés.